# Smaug giganteus
Smaug giganteus conhecido como lagarto-espinhoso (ou sungazer, em inglês), é a maior espécie dentre os Cordylidae, uma família de lagartos endêmica da África sub-saariana, chegando a 40 centímetros de comprimento do focinho até a ponta da cauda. Se trata de uma espécie ameaçada, cuja distribuição é restrita ao Highveld, uma região no interior da África do Sul.

## Biologia

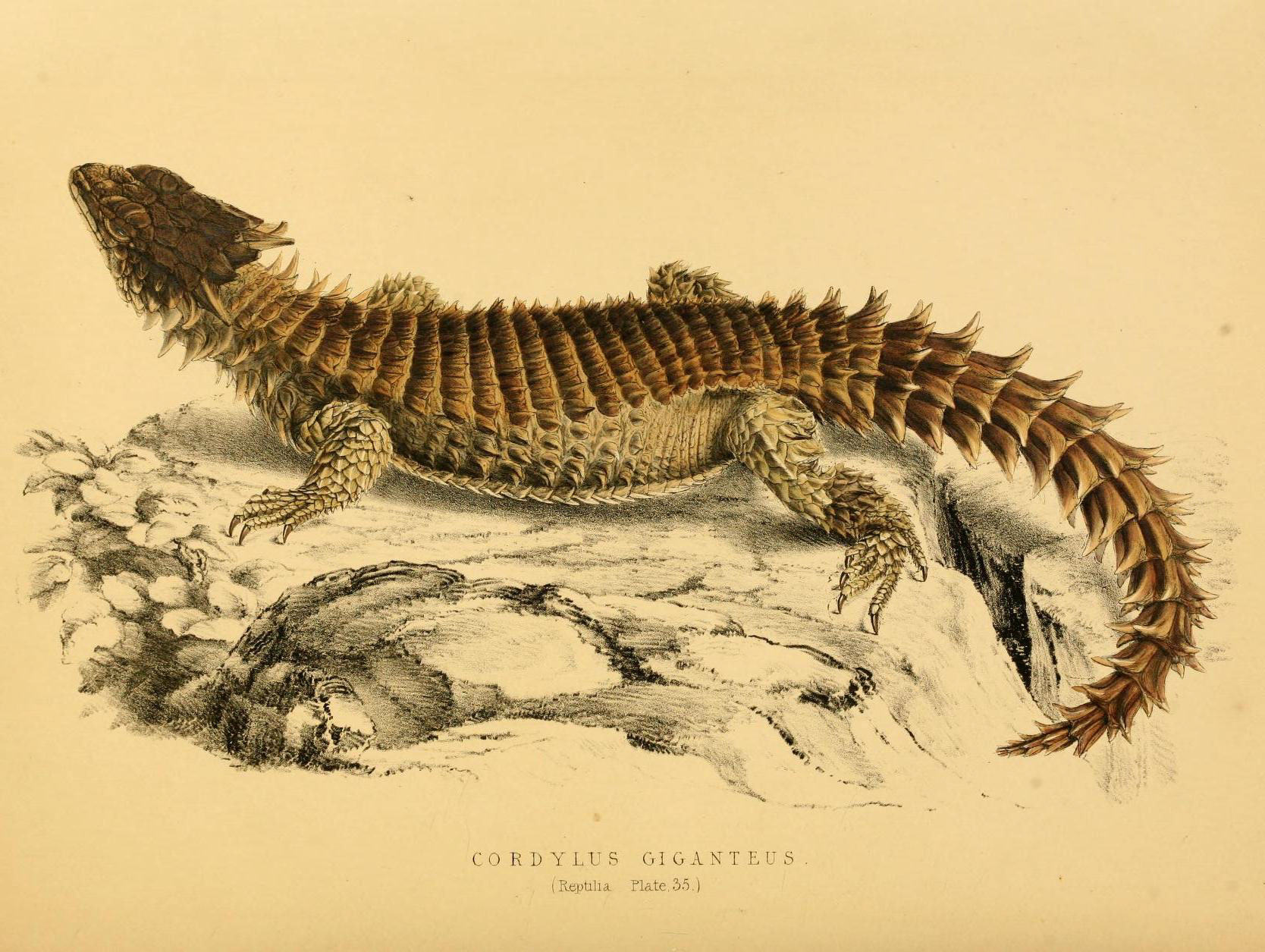
Ilustração de Smaug gigantus

O lagarto-espinhoso, como o próprio nome sugere, apresenta uma armadura com escamas grandes e pontiagudas que lembram quilhas, além de escamas mais alongadas na parte posterior do crânio, pescoço e lateral da cauda. Esse padrão de escamas é característico da espécie e auxilia na identificação. Comumente, os adultos apresentam coloração marrom-escura ou preta, com labios e pescoço amarelados e ventre mais claro (variando entre branco e cinzento). Já os filhotes são mais coloridos, variando do marrom-claro para o laranja ou amarelo.
Esses lagartos se alimentam majoritariamente de artrópodes, principalmente insetos como besouros, formigas e grilos. De modo geral, são generalistas, isto é, se alimentam do que é mais abundante em seu habitat. Mais raramente, podem se alimentar de pequenos vertebrados, como filhotes de outros lagartos.

## Galeria

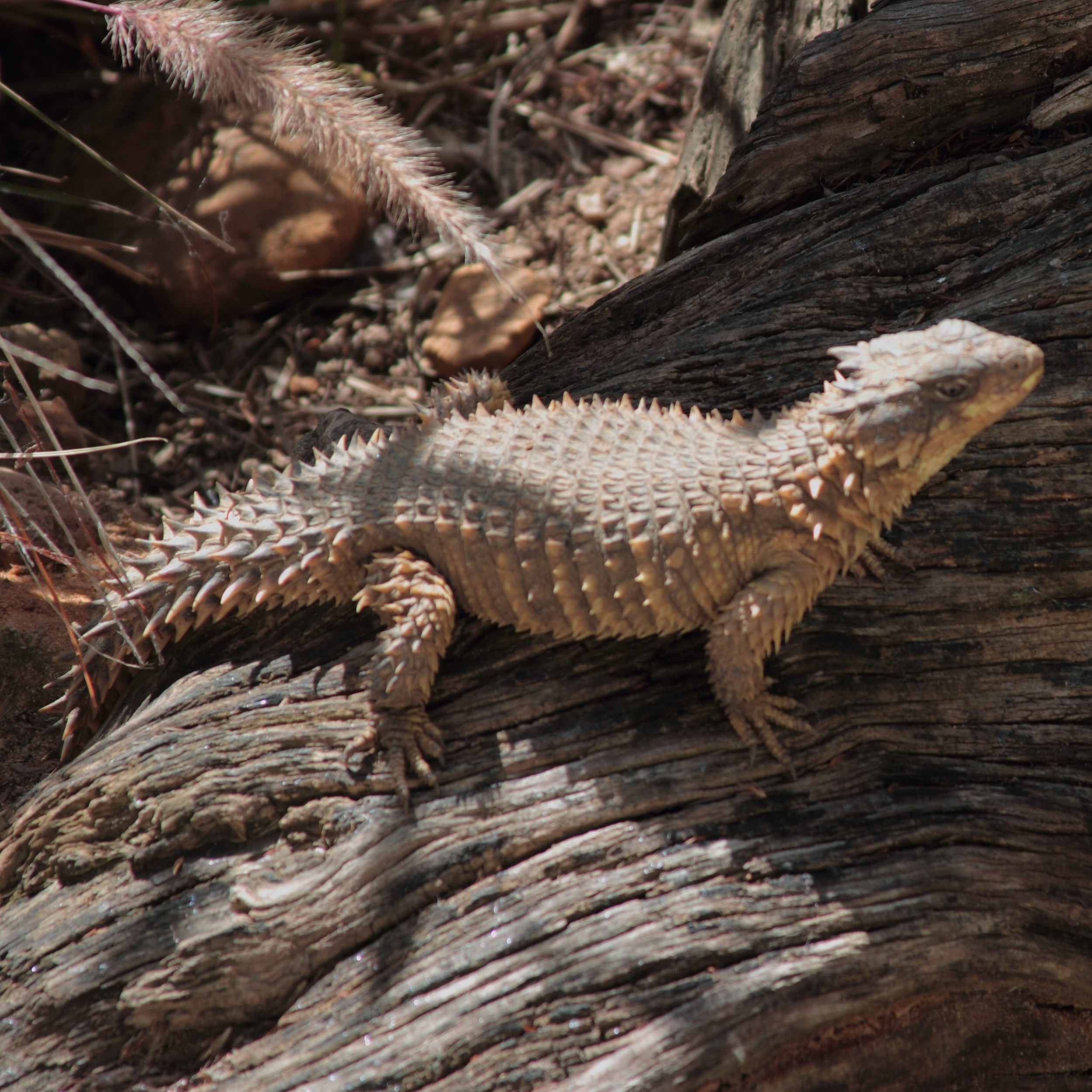
Zoológico de San Diego
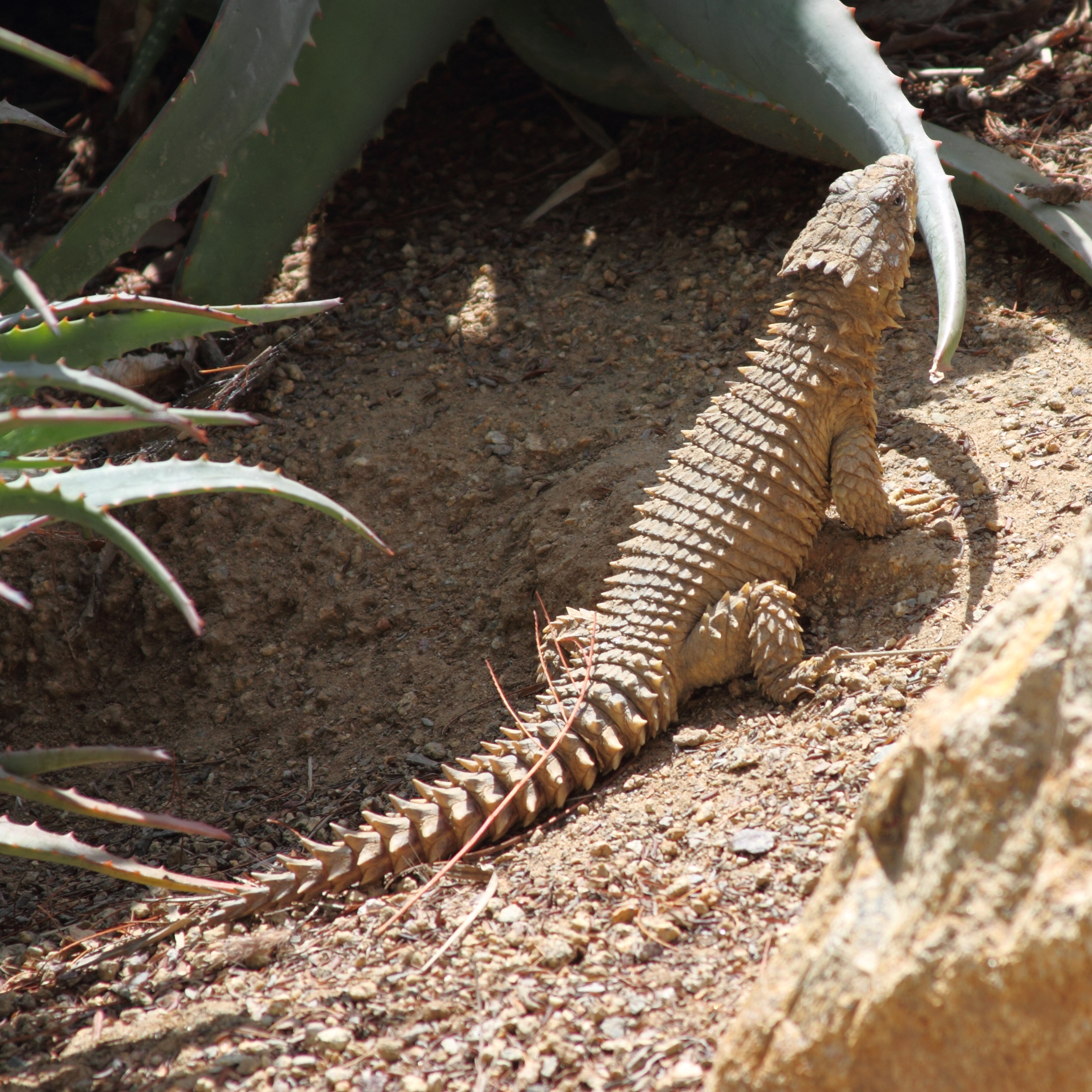
Zoológico de San Diego
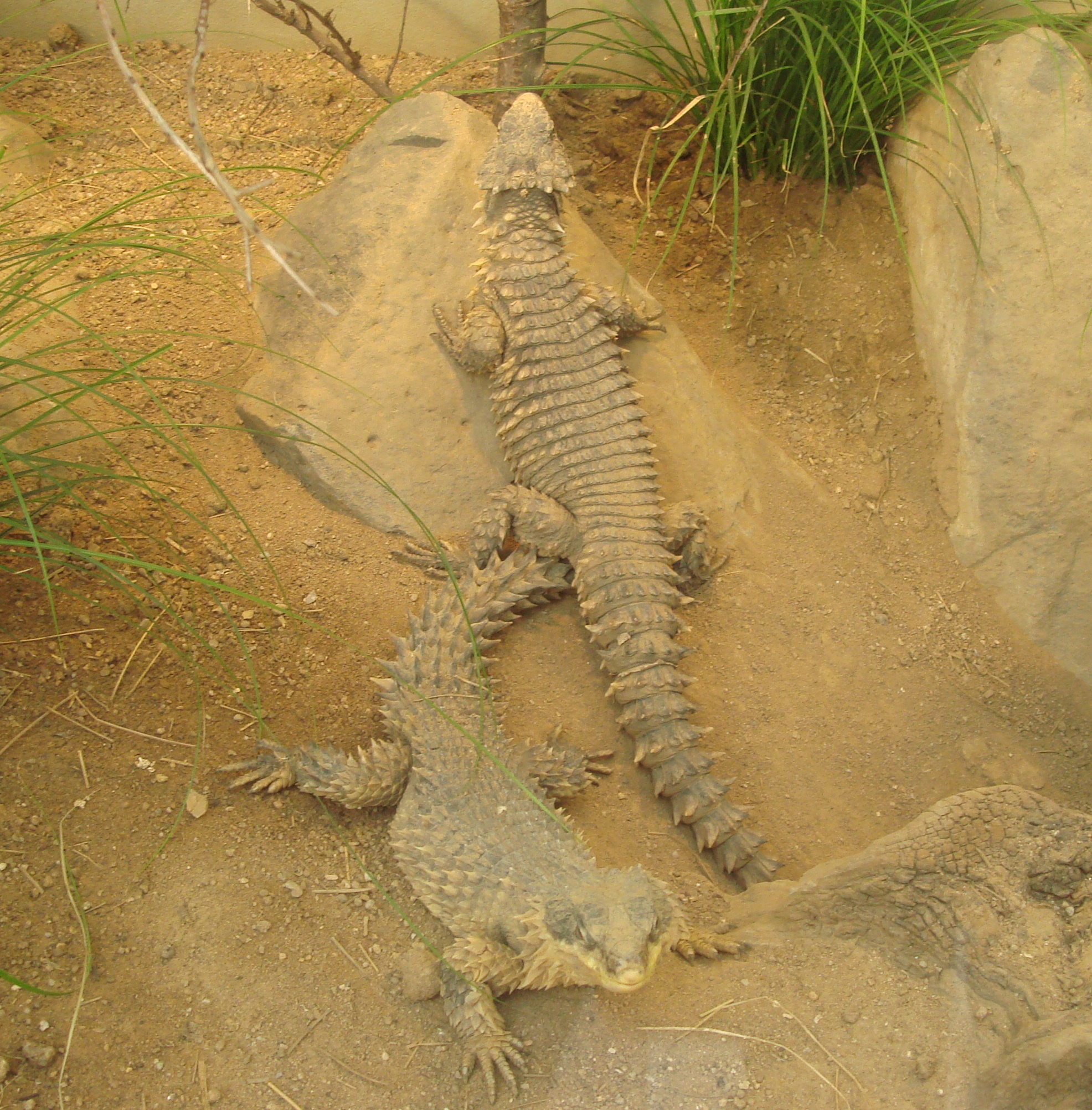
Zoológico de Frankfurt
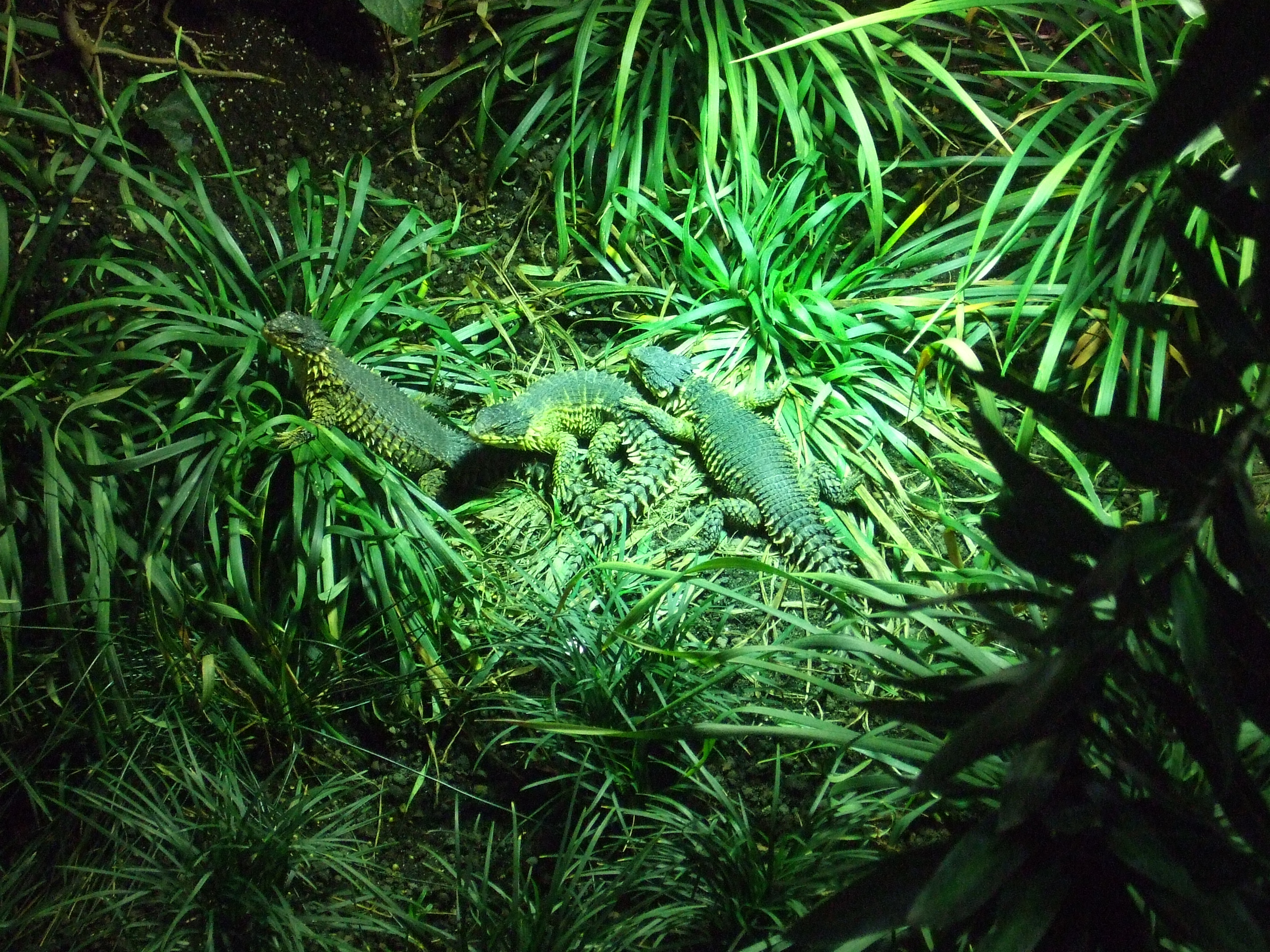
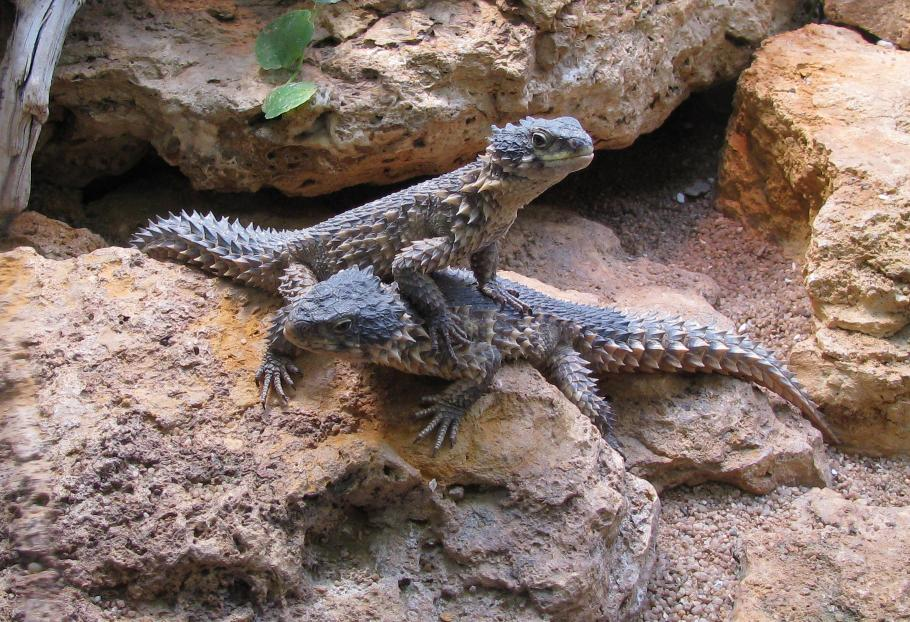